# Banks of the Ohio
Píseň Banks of the Ohio ("Břehy Ohia") je americká balada o vraždě z 19. století. Je známá také pod názvem Down on the Banks of the Ohio. Autoři balady jsou neznámí. Mladík jménem Willie v ní vypráví o tom, jak pozval svou vyvolenou na procházku k řece Ohio. Tam jí nabídl sňatek, ale ona ho odmítla. Willie ji probodl nožem a ještě utopil. V ženské verzi textu dívka-vypravěč probodne nožem svého vyvoleného, který ji odmítl.
První dochovaná nahrávka písně je z roku 1927, nazpívala ji skupina Red Patterson's Piedmont Log Rollers.
Píseň postupně měly v repertoáru desítky zpěváků a skupin. Lze připomenout například nahrávku od folkové zpěvačky Joan Baez z roku 1961, dále bluegrassový duet zpěváků Bill Monroe a Doc Watson z roku 1963, a nahrávku country skupiny The Carter Family s hostujícím zpěvákem Johnny Cashem z roku 1964.
Patrně nejznámější nahrávkou písně Banks of the Ohio je verze, kterou nazpívala australská zpěvačka a herečka Olivia Newton-Johnová, tato nahrávka poprvé vyšla na albu If Not for You v roce 1971.

## České texty
České texty, zpívané na melodii písně Banks of the Ohio se zpravidla nedrží původního textu o vraždě. Většinou vyprávějí o jiném ději u řeky Ohio.
- Náklaďák, český text Pavel Žák, interpret Petra Černocká a Kardinálové Zdeňka Merty, album Lidí se ptej (1976)

- Zrádný proud řeky Ohio, český text Milan Hanák, interpret rocková skupina Junior–Speakers, singl (1973)

- Pojď se mnou do těch míst, český text Miroslav Černý, interpret Jarka Hadrabová-Kavková a Spirituál kvintet, singl (1972)

- Ohio, český text Jiří Šosvald, interpret country zpěvák Jindřich Šťáhlavský a The Strangers, singl (1971)

- Ohio, český text Jan Nedvěd, interpret Jan Nedvěd a skupina Toronto, album Porta 5 (1974)

- Ohio, český text Jan Vyčítal, interpret country skupina Taxmeni, album Country bál (1992)

- Břehy Ohia, český text Vladimír Doskočil, hraje country skupina Telegraf (z Uherského Hradiště)

- Břehy Ohia, český text Jan Bican, hraje Honza Bican a Sešlí přátelé

Parodie:
- Osobák, český text Ladislav Straka, interpret skupina Lokálka (1979)